# Pamoyanan (Bogor Selatan)
Pamoyanan is een bestuurslaag in het regentschap Kota Bogor van de provincie West-Java, Indonesië. Pamoyanan telt 13.190 inwoners (volkstelling 2010).